# Cantó de Le Quesnoy-Oest
El cantó de Le Quesnoy-Oest és una divisió administrativa francesa, situada al departament del Nord i la regió dels Alts de França.

## Composició
El cantó de Le Quesnoy-Est aplega les comunes següents :
- Bry
- Eth
- Frasnoy
- Gommegnies
- Jenlain
- Le Quesnoy
- Maresches
- Orsinval
- Preux-au-Sart
- Sepmeries
- Villereau
- Villers-Pol
- Wargnies-le-Grand
- Wargnies-le-Petit

## Història
| Date d'elecció                        | Identitat    | Partit        |
| ------------------------------------- | ------------ | ------------- |
| 2001 -                                | René Locoche | Divers droite |
| Les dades anteriors no són conegudes. |              |               |
|                                       |              |               |

| 1962 | 1968 | 1975 | 1982 | 1990 | 1999   | 2006   |
| ---- | ---- | ---- | ---- | ---- | ------ | ------ |
| -    |      |      |      |      | 12.287 | 12.596 |